# Дом Мордвинова
Дом Мордви́нова (дом Балле) — историческое здание в Санкт-Петербурге по адресу улица Глинки, д. 4 / Театральная площадь, 14. Перестроено в 1895 году по проекту архитектора Фёдора Нагеля из особняка 1788 года работы Давида Висконти. С 1816 года и до революции дом принадлежал семье министра морских сил Николая Мордвинова. После 1917 года в здании находились госучреждения, с 1930-х — детская поликлиника и больница. В 1970-х в здании прошёл капитальный ремонт, был надстроен 3-й этаж. В 2009 дому присвоили статус объекта культурного наследия. Часть квартир оставались жилыми до 2012 года.
В 2006 году дом Мордвинова был без конкурса передан частному инвестору ООО «МегаХаус» под строительство отеля. По условиям договора, девелопер отремонтировал здание на улице Декабристов, 40, куда в 2012 году была переведена больница. В 2013 году экспертиза вывела из предмета охраны все капитальные стены дома Мордвинова, оставив только фасадные. В 2015-м здание снесли, сохранились только частично стены первого этажа. После иска градозащитников и прокуратуры Куйбышевский суд признал незаконность выданного разрешения на работы. Решение было обжаловано в Верховном суде, который признал обоснованность разрешения КГИОП. Согласованный ведомством проект разрешил инвестору в четыре раза увеличить площадь особняка, надстроив 4 этаж и мансарду, а также создать подземную парковку. По результатам на 2021 год, историческое здание заменено новостройкой, вместо отеля в доме устроен апарт-комплекс с элитными квартирами стоимостью от 100 млн рублей.

## История
Первый особняк на улице Глинки, дом 4, появился в конце XVIII века. 16 июля 1786 года капитан первого ранга обер-интендант Адмиралтейской коллегии Иван Петрович Балле (1741—1811) получил участок под строительство личного дома «между берегом Екатерининского канала и Никольской улицею». Обширное владение Балле разделил на 4 части, две подарил сёстрам, а одну продал иностранцу Ф. Моргану, мастеру инструментальных дел. Участок под современным номером 14 по Театральной площади Балле оставил себе, на нём к 1788 году по проекту архитектора Г. Х. Паульсена был построен трёхэтажный каменный дом. Протяжённым фасадом в 12 осей особняк был обращён к зданию Большого театра, а коротким выходил на Никольскую улицу.
Своё название дом получил в честь второго владельца — графа Николая Мордвинова. В 1816 году он арендовал дом Балле, а двумя годами позже выкупил, оформив на супругу Генриетту Александровну. В 1824 особняк сильно пострадал от наводнения, по заказу Мордвинова в 1828 году дом перестроил архитектор Давид Висконти. В этот период главный дом объединили с двухэтажным флигелем, образовав квадратный внутренний двор. При Мордвинове на первом этаже дома была открыта чайная для офицеров. В 1867, 1869, 1872 и в 1881 в имении проходили различные работы, пристраивались служебные флигели, дополнительные лестницы и брандмауэр, однако каких-либо радикальных изменений в его общий вид главного дома не вносили. В конце 1870-х во дворе был создан фонтан с бронзовой скульптурой «Девушка с кувшином и путти» . Всеми работами руководил архитектор Фёдор Нагель, он же в 1895 году перестроил главный дом, переоформив фасады в эклектичном, но сдержанном стиле. В воспоминаниях Александра Бенуа есть строки об этом доме:

Ближе к нам, справа, на самом углу площади и улицы, стоял милейший особняк XVIII века графов Мордвиновых, в саду которого за решёткой иногда содержались медвежата.

Согласно документам, в 1899 году в здании снова прошли ремонтные работы. В 1915 был построен дворовый флигель.
После революции дом занимали различные государственные учреждения: в 1918 его отдали Районному комитету Коммунистического союза молодёжи. Около 1922 в особняке открылось отделение Международной организации помощи борцам революции. МОПР вывели в 1937-м, на его месте открыли 1-ю Детскую городскую больницу, при которой работала поликлиника. В 1970-х в здании был проведён капитальный ремонт, в ходе которого надстроили третий этаж и расширили дом на одну ось по фасаду. В этот период были полностью утрачены оригинальные интерьеры, из элементов отделки и декора сохранились только два зеркала в золочёных барочных рамах и два кашпо. Эти предметы были переданы в коллекцию Музея истории Санкт-Петербурга.

## Современность

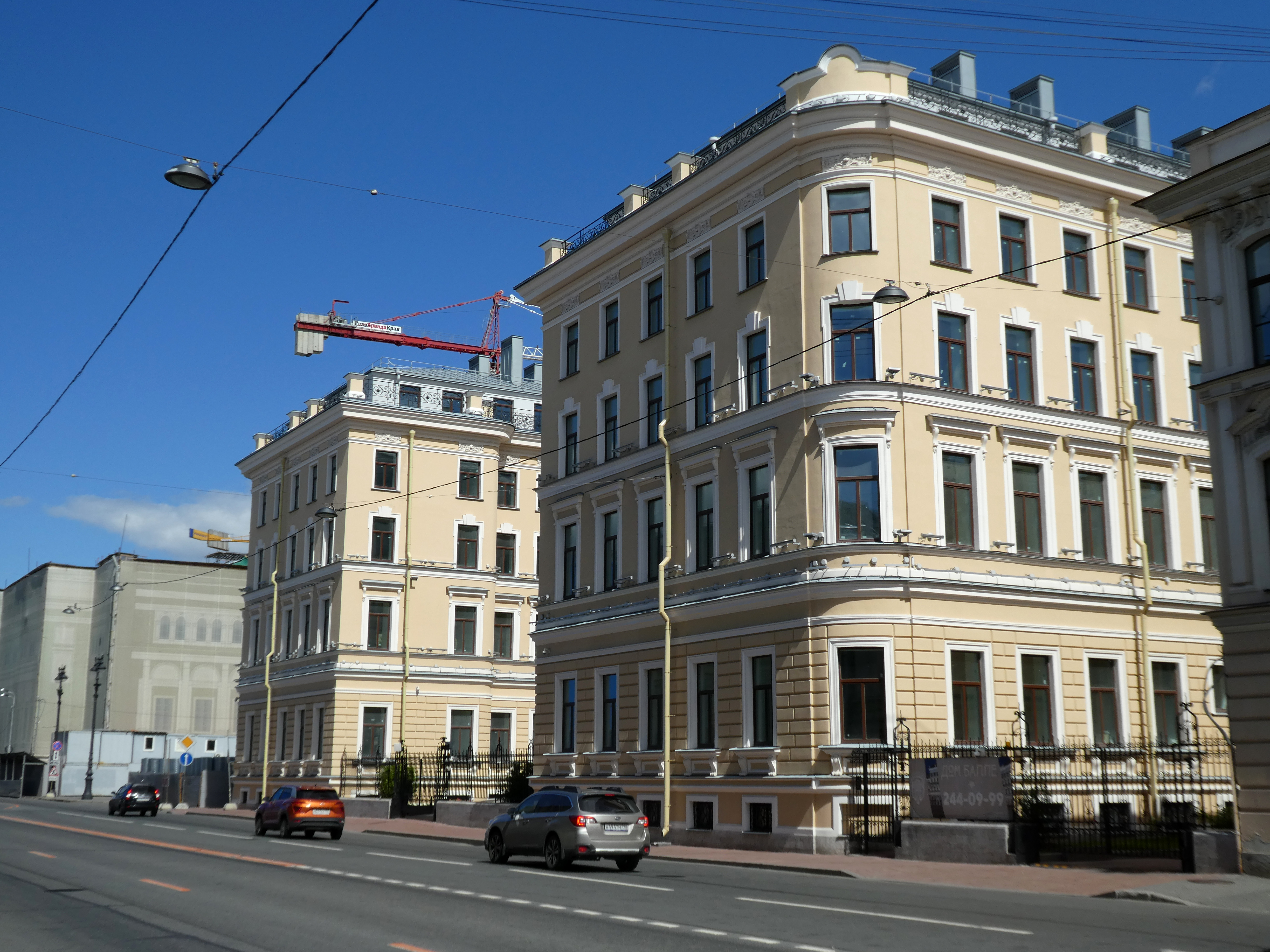
Дом Мордвиновых в 2022 году

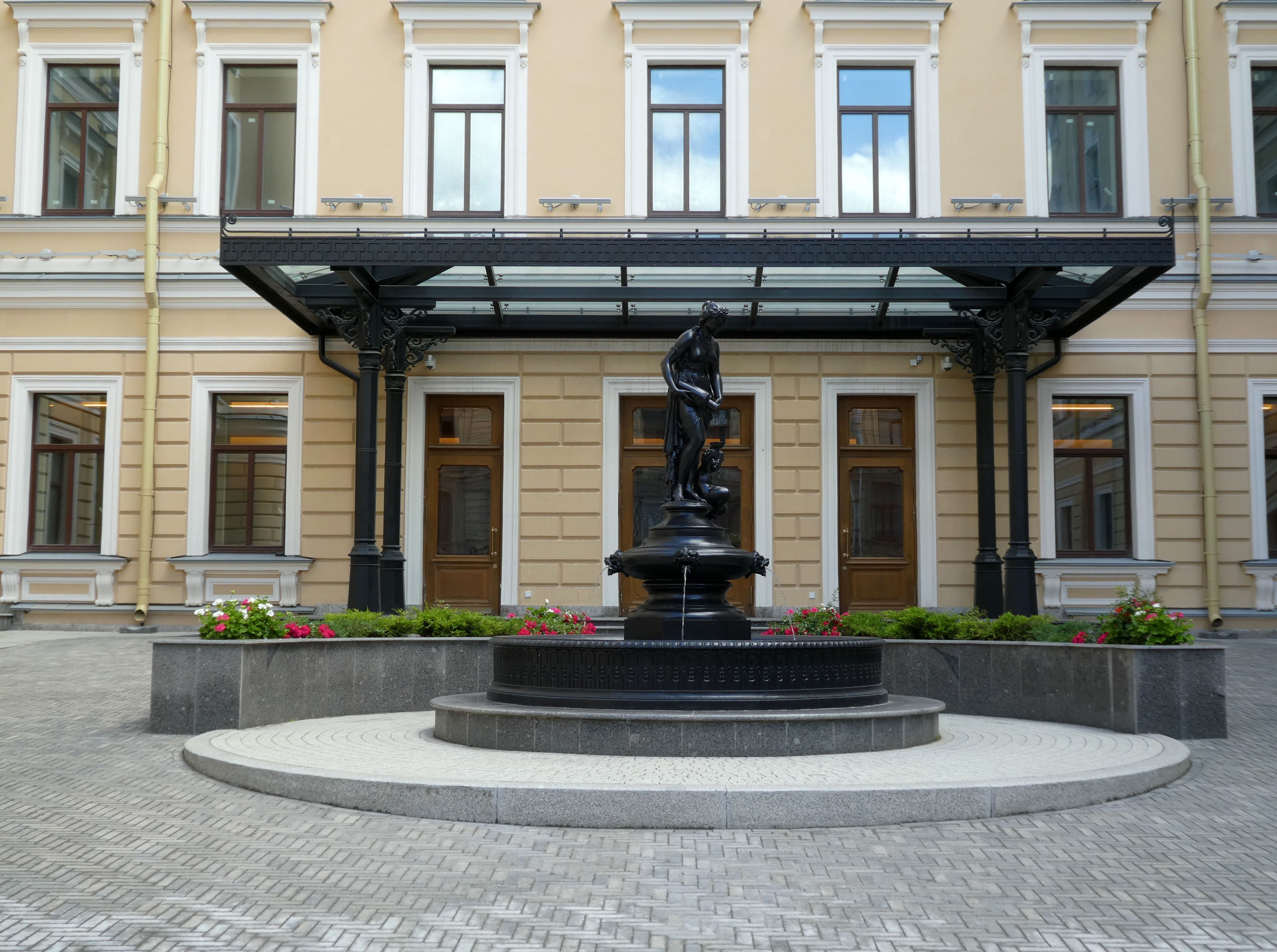
Фонтан во дворе

В 2001 году здание внесли в список выявленных объектов культурного наследия. В 2006 году, в период правления губернатора Валентины Матвиенко, здание включили в городскую инвестиционную программу по устройству гостиниц, а в 2007 году без торгов передали ООО «Мегахаус», аффилированной с бывшим вице-губернатором Юрием Молчановым. Генеральным подрядчиком выступила компания ООО «Петербургский взгляд». В 2008 году к проекту присоединились Евгений Купсин (Golden Garden), а годом позже в него были включены компании, зарегистрированные на Сейшелах и Виргинских островах. Инвестор получил обременение по проекту — согласно договору с городом, ему надлежало провести ремонт здания на улице Декабристов, 40, для перевода туда больницы из дома Мордвинова.
В 2009 году дом Мордвинова признали памятником культуры регионального значения. Проведённая мастерской «Вега» экспертиза включила в предмет охраны все капитальные конструкции и отмечала крайне удачную реконструкцию 1970-х, которая помогла гармонизировать облик здания с окружающей застройкой. Износ фундамента оценили в 35 %, а стен — 45 %, эти показатели представляют собой ограниченно работоспособное состояние, далёкое от аварийности, и требующее лишь ремонта, а не сноса или повторной реконструкции.
В 2011 году «Мегахаус» объявил о начале строительства и планах открыть в особняке «Апартотель Opera Palace». На средства инвестора для больницы отремонтировали здание на улице Декабристов, 40, затраты инвестора составили $24 млн. Медицинское учреждение переехало в начале 2012 года, после чего в доме Мордвинова расселили жильцов. В 2013 году НИИ «Спецпроектреставрация» провела новую экспертизу здания, по результатам которой значительно сократился предмет охраны: в нём оставили только архитектурную отделку фасадов. «Новая газета» отмечает, что Положение о проведении государственной ИКЭ и Федеральный закон «Об объектах культурного наследия (памятниках истории и культуры) народов Российской Федерации» вообще не предусматривают такой цели проведения экспертизы, как корректировка предмета охраны. В январе 2015 года КГИОП выдал инвестору разрешение на проведение работ. Ведомство согласовало проект реконструкции, созданной «Архитектурной мастерской Цыцина» и студией «Литейная часть-91» Рафаэля Даянова, который предусматривал создание подземной парковки, надстройку здания до 4 этажей и возведение мансарды. Общая площадь помещений по проекту увеличивалась с 3,5 тыс. м² до 12 тыс. м².
Категорический протест против проекта «реконструкции» выразили ВООПИиК, «Живой город», многочисленные эксперты и градозащитники. Они сочли проект «варварским», отмечая, что по закону сносить внутренние помещения нельзя, а без сноса стен невозможно будет создать указанный в проекте подземный паркинг. Согласно Градостроительному кодексу, реконструкция памятников культуры запрещена, не допускается также и изменение любых параметров объекта, в том числе расширение и надстройка. Любые работы должны быть направлены только на обеспечение сохранности исторического здания. Обращали внимание и на то, что надстройка новых этажей грубо исказит сложившуюся симметрию ансамбля зданий от улицы Глинки к Никольскому собору, а также исторически панораму Театральной площади. Позицию КГИОП назвали беспринципной и оправдывающей «вопиющий факт сноса памятника под предлогом ремонта». В августе 2015 года была снесена значительная часть здания, работы по демонтажу выполнила компания Springald. Сообщалось, что фонтан со скульптурной группой, а также металлодекор фасадов и ограды перевезли в мастерскую подрядчика для реставрации. По мнению независимых экспертов, снос дома был необходим с единственной целью — устройством подземной парковки, которого не могли выдержать исторические конструкции особняка. После волны возмущения в прессе, КГИОП выпустил официальное заявление, утверждая, что надстроенный при реконструкции 1970-х третий этаж не представлял исторической ценности, а в предмет охраны по результатам экспертизы 2013-го не входил и дворовый флигель, построенный в 1915 году.
2 декабря 2015 года, уже после сноса большей части дома, прокуратура города запретила дальнейшие работы, сочтя проект реконструкции Цыцина и Даянова нарушающим закон об объектах культурного наследия, и подала иск в Арбитражный суд с требованием признать незаконным разрешение КГИОП. 17 февраля 2016 года Куйбышевский районный суд удовлетворил иск градозащитников Павла Шапчица, Александра Кононова, Натальи Сивохиной и депутата Бориса Вишневского, признав недействительным разрешение КГИОП на строительство и реконструкцию. При этом экспертизу 2013 года оставили в статусе действительной. КГИОП обжаловал постановление районного Арбитражного суда в суде высшей инстанции, затем разбирательство дошло до Верховного суда России. Последний счёл, что «у КГИОП имелись достаточные правовые основания для выдачи оспариваемых разрешений», признав проект реконструкции законным.
К лету 2021 года на участке дома Мордвинова было построено новое здание высотой в пять этажей, велись отделочные работы. На основании новой экспертизы от ООО «НИиПИ Спецреставрация» были внесены корректировки в проект реконструкции, изменившие конфигурацию внутренних помещений. Вместо запланированного отеля бывший дом Мордвинова превратили в апарт-комплекс из 26 элитных квартир. В рекламе дом называют по имени первого владельца Балле, чтобы избежать негативных ассоциаций со скандальным сносом. Минимальная стоимость квартир в новом доме составляет 100 млн рублей.